# 三谷原町
三谷原町（みやはらちょう）は、愛知県豊川市の地名。

## 地理

### 字一覧
- 新屋西（あらやにし）
- 井川向（いがわむこう）
- 池之上（いけのうえ）
- 井笹（いざさ）
- 石坪（いしつぼ）
- 雨谷東（うやひがし）
- 上西浦（かみにしうら）
- 北浦（きたうら）
- 郷中（ごうちゅう）
- 下西浦（しもにしうら）
- 住吉（すみよし）
- 大登竜（だいとうりゅう）
- 堤外（ていがい）
- 中畑（なかはた）
- 古川（ふるかわ）
- 前畑（まえばた）
- 宮ノ上（みやのうえ）
- 宮東（みやひがし）
- 村前（むらまえ）

### 交通
- 国道362号
- 愛知県道31号東三河環状線

### 施設
- 豊川市立東部小学校
- 仲條新草社
- 豊川市睦美地区市民館
- 睦美ちびっ子広場
- 三谷原神社
- JAひまわり 中部営農センター
- 金剛寺
- 三ッ橋城跡

- 豊川市立東部小学校
- ひまわり農業協同組合 睦美支店

## 歴史

### 地名の由来
三橋・雨谷・石原のそれぞれ1字を採った。

### 沿革
- 1883年（明治16年） - 宝飯郡三橋村・雨谷村・石原村が合併し、同郡三谷原村が成立[1]。
- 1889年（明治22年） - 睦美村大字三谷原となる[1]。
- 1906年（明治39年） - 豊川町大字三谷原となる[1]。
- 1943年（昭和18年） - 豊川市大字三谷原となる[1]。
- 1944年（昭和19年） - 豊川市三谷原町となる[1]。

### 人口の変遷
国勢調査による人口および世帯数の推移。
| 1995年（平成7年）  | 243世帯 886人 |  |
| 2000年（平成12年） | 262世帯 919人 |  |
| 2005年（平成17年） | 139世帯 460人 |  |
| 2010年（平成22年） | 142世帯 414人 |  |
| 2015年（平成27年） | 150世帯 444人 |  |
| 2020年（令和2年）  | 151世帯 434人 |  |

### WEB
1. ↑  “愛知県豊川市の町丁・字一覧”.   人口統計ラボ. 2024年5月1日閲覧。
2. 1 2  総務省統計局 (2022年2月10日). “令和2年国勢調査の調査結果(e-Stat) - 男女別人口，外国人人口及び世帯数－町丁・字等” (CSV). 2023年8月2日閲覧。
3. ↑  “読み仮名データの促音・拗音を小書きで表記するもの(zip形式) 愛知県” (zip).   日本郵便 (2024年2月29日). 2024年3月26日閲覧。
4. ↑  “市外局番の一覧” (PDF).   総務省 (2022年3月1日). 2022年3月22日閲覧。
5. ↑  “ナンバープレートについて”.   一般社団法人愛知県自動車会議所. 2024年1月21日閲覧。
6. ↑  総務省統計局 (2014年3月28日). “平成7年国勢調査の調査結果(e-Stat) - 男女別人口及び世帯数 －町丁・字等” (CSV). 2021年7月20日閲覧。
7. ↑  総務省統計局 (2014年5月30日). “平成12年国勢調査の調査結果(e-Stat) - 男女別人口及び世帯数 －町丁・字等” (CSV). 2021年7月20日閲覧。
8. ↑  総務省統計局 (2014年6月27日). “平成17年国勢調査の調査結果(e-Stat) - 男女別人口及び世帯数 －町丁・字等” (CSV). 2021年7月21日閲覧。
9. ↑  総務省統計局 (2012年1月20日). “平成22年国勢調査の調査結果(e-Stat) - 男女別人口及び世帯数 －町丁・字等” (CSV). 2021年7月21日閲覧。
10. ↑  総務省統計局 (2017年1月27日). “平成27年国勢調査の調査結果(e-Stat) - 男女別人口及び世帯数 －町丁・字等” (CSV). 2021年7月21日閲覧。

### 書籍
1. 1 2 3 4 5 6  「角川日本地名大辞典」編纂委員会 1989, p. 1305.